# Flyleaf
Flyleaf — американський рок- гурт, створений у Белтоні, штат Техас, у 2002 році. Гурт потрапив у мейнстрім-рок, християнський поп і християнський метал. У 2003 році вони виступали по США, перш ніж випустити свій однойменний дебютний альбом Flyleaf у 2005 році. Альбом став платиновим після того, як було продано понад мільйон копій. У 2009 році Flyleaf випустили свій другий альбом Memento Mori, який дебютував і посів № 8 місце в чартах Billboard.
Незадовго до виходу третього альбому New Horizons (2012) вокалістка Лейсі Штурм оголосила про вихід з гурту. Згодом Крістен Мей стала новою провідною вокалісткою. Мей співала з групою до серпня 2016 року.  Після кількох років бездіяльності гурт оголосив у листопаді 2022 року, що до них знову приєдналася Лейсі Штурм.

## Історія

### Ранні роки (2002–2004)
На початку Лейсі Стурм виступала з Джеймсом Калпеппером. Пізніше приєдналися гітаристи Джаред Хартманн і Самір Бхаттачарія.
«Самір і Джаред дійсно експериментують з мелодіями та гітарними процессорами, — сказала Лейсі Штурм, — і всі ми мали різні впливи, які змішувалися разом з тим самим пристрасним і повним надії серцем, і це викликало це прекрасне почуття. Це було чарівно». Басист Пет Сілз приєднався після того, як покинув свій попередній гурт The Grove.
Під назвою Passerby гурт випустив три міні-альбоми та відіграв понад 100 концертів лише в Техасі протягом двох років під керівництвом компанії Runt Entertainment, яка займається концертами і просуванням.  У 2004 році Passerby виступав на концерті для RCA Records у Нью-Йорку в надії на підписання контракту. RCA передав групу, але президент Octone Records був дуже зацікавлений. Вони чекали два дні у своєму фургоні на зупинці для вантажівок, поки не подзвонили про демонстрацію Octone. Вони підписали контракт після демо, і 7 січня 2004 року вебсайт Octone Records оголосив про їх приєднання до лейблу.
У березні 2004 року Passerby вирушили їхати до Сіетла, штат Вашингтон, щоб записати міні-альбом із продюсером Ріком Парашаром. Після цього вони гастролювали зі Skillet, Breaking Benjamin, Staind і 3 Doors Down, щоб просувати свій однойменний міні-альбом. З юридичних причин вони перейменували себе на Flyleaf у червні 2004 року. У жовтні EP був випущений у магазини (як Flyleaf), що породило їхній перший офіційний сингл і відео для EP-версії «Breathe Today».

### Дебютний альбом (2005–2008)
У 2005 році група записала свій перший повноформатний альбом з Говардом Бенсоном. 4 жовтня 2005 року платівка вийшла під назвою Flyleaf. В альбомі з’явились Дейв Наварро з Jane's Addiction і Райан Уайт з Resident Hero. Першим основним синглом з їхнього дебютного альбому був «I'm So Sick», «Fuly Alive» — другим, «All Around Me» — третім, а «Sorrow» — четвертим.
Влітку 2006 року група виступала на головній сцені туру Family Values Tour 2006, а наприкінці 2006 року Flyleaf гастролювала з Disturbed, Stone Sour і Nonpoint у турі Music as a Weapon III Tour. Гурт випустив ексклюзивний EP, який був проданий під час туру під назвою Music as a Weapon EP, який містить акустичну версію «Fully Alive» і три треки, які раніше не видавалися: «Much Like Falling», «Justice And Mercy» і «Різдвяна пісня" (Much Like Falling і Justice and Mercy пізніше з'явилися на Much Like Falling EP). Частина доходів від продажу міні-альбому пішла World Vision.
У 2007 році Flyleaf гастролювали з Three Days Grace Австралією з фестивалем Soundwave, а також гастролював Європою з Stone Sour і Forever Never. Навесні 2007 року Flyleaf виступили хедлайнерами свого туру Justice & Mercy Tour, у якому вперше були представлені Skillet і Dropping Daylight. Пізніше вони зробили другу частину туру, в якій брали участь Sick Puppies, Kill Hannah і Resident Hero. Flyleaf знову приєдналися до туру Family Values Tour у 2007 році. Музичне відео на пісню "I'm So Sick" ненадовго з'явилося у фільмі 2007 року Live Free or Die Hard. Також ремікс пісні «I'm So Sick» є в саундтреку до фільму «Обитель зла: Вимирання». «Perfect» також був випущений як сингл наприкінці 2007 року для християнських радіостанцій. Випущений 5 листопада 2007 року пакет розширення The Sims 2 Teen Style Stuff містив пісню гурту «Cassie», записану мовою Simlish.

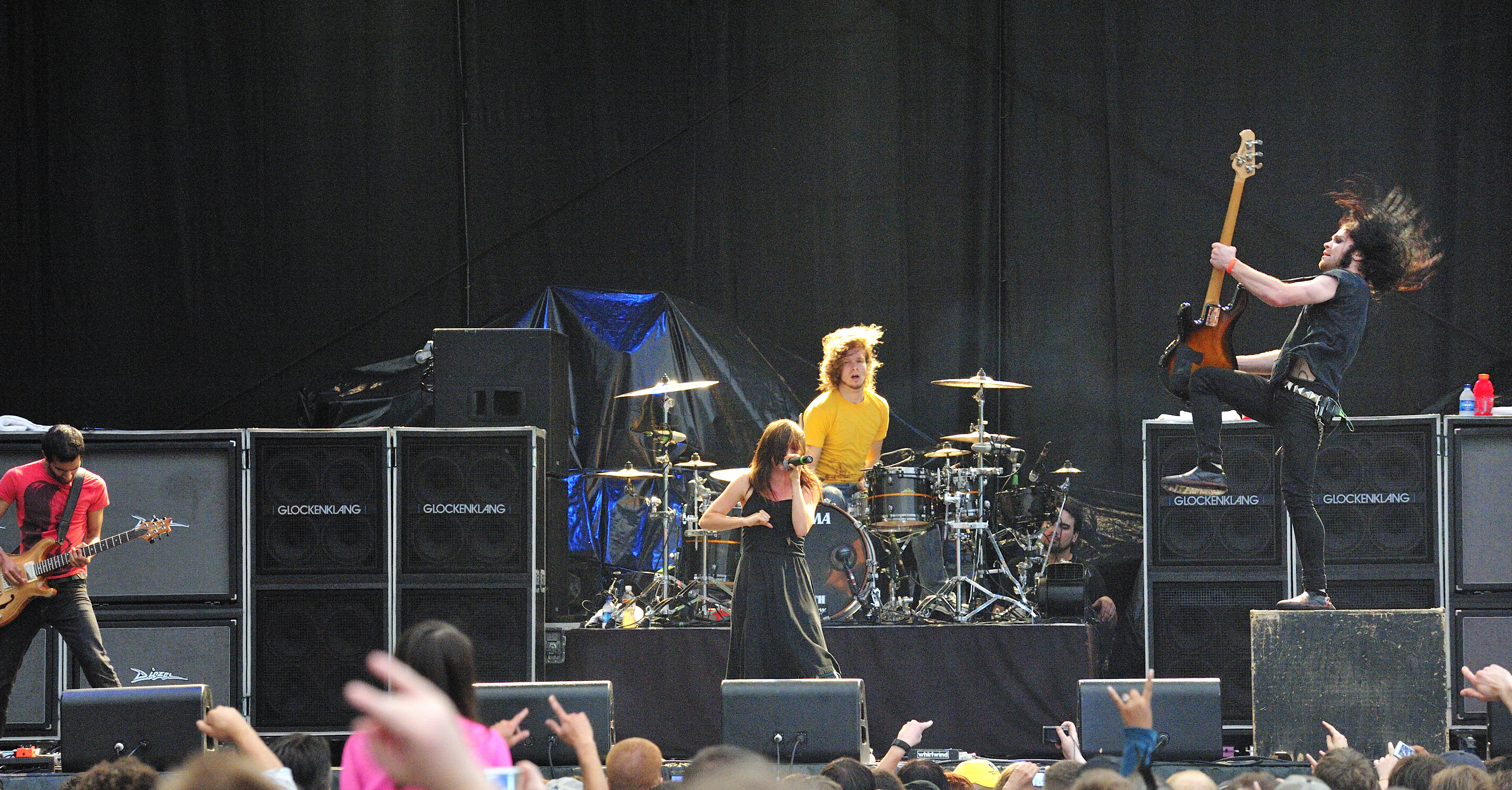
Flyleaf на фестивалі Beale Street Music 2 травня 2008 року

Flyleaf також випустили пісню під назвою «Tina», яка була першою піснею, яку вони дебютували у випуску Guitar Hero 3 як частину набору дисків Companion. Також пісня "I'm So Sick" з'являється у грі Rock Band. 30 жовтня Flyleaf також випустили цифровий EP під назвою Much Like Falling EP. У цей EP увійшли пісні «Much Like Falling», акустична версія «Supernatural», пісня «Tina», випущена обмеженим випуском, а EP доступний на iTunes разом із розширеним виданням їхнього дебютного альбому.
26 квітня 2008 року гурт випустили свій четвертий кліп «Sorrow» зі свого дебютного альбому на MTV2. Гурт гастролював із Seether наприкінці весни, але був змушений скасувати п'ять концертів через проблеми з голосом Лейсі Штурм. Учасники Flyleaf відмовилися писати нову музику, сподіваючись розпочати запис до січня.
Flyleaf також зробили кавер на пісню "What's This?" із саундтреку The Nightmare Before Christmas для обкладинки альбому Nightmare Revisited.

### Memento Mori(2009–2010)
Коли Flyleaf закінчили запис свого другого альбому, вони вибрали 14 пісень із 30 уже написаних. Деякі з цих пісень, як-от «Again», «Have We Lost» і «Beautiful Bride», виконувалися наживо. Гурт возз'єднався з продюсером Говардом Бенсоном і заручився послугами зведення Кріса Лорд-Алджа Він був випущений 10 листопада 2009 року. Альбом під назвою Memento Mori містить такі пісні, як «Beautiful Bride», «Arise», «Missing», «Again» і «Set Apart This Dream», на створення якої надихнула християнська книга Wild at Heart. Flyleaf представили ще дві пісні наживо під час невеликого акустичного туру гурту в Афганістані для Збройних сил США під назвою «Chasm» і «Circle». Як вони опублікували на своїй сторінці MySpace, перший сингл Flyleaf " Again " був випущений на iTunes, а також звучав на радіо. Режисером кліпу на сингл став Меєрт Ейвіс.

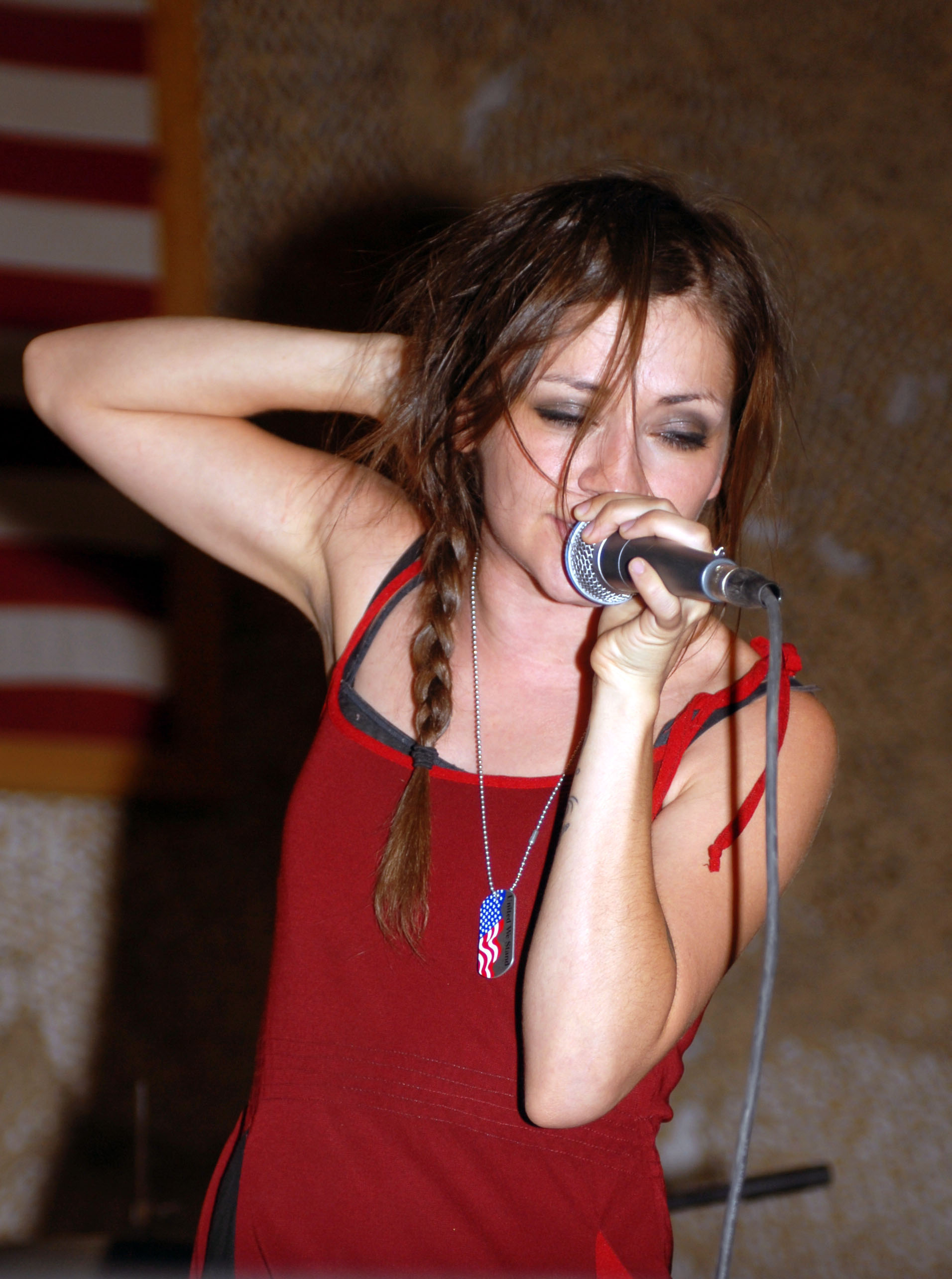
Штурм виступає в Баграм Ейр Філд, Афганістан, 2009 рік

Група, починаючи з Сіетла, штат Вашингтон, 28 вересня 2009 року, проводила VIP-вечірки по всій країні, запрошуючи шанувальників першими почути добірку пісень із нового запису та переглянути абсолютно нові музичні кліпи перед їх загальнонаціональним ефіром. У партнерстві з Eventful шанувальники отримали можливість вимагати, щоб їхнє місто потрапило на «Road to Memento Mori» за допомогою Eventful «Demand It!» сервісу.
На основі надзвичайного попиту було проведено понад 10 заходів. Шанувальники бачили Штурм, Самера Бхаттачарію та Джареда Хартманна, які спеціально з’являлися на цих зустрічах по всій країні.
2 листопада 2009 року гурт випустив короткий Webisode для свого нового альбому.
Інше відео Flyleaf, «Beautiful Bride», було знято на початку серпня 2009 року режисером Доном Тайлером. Відео спочатку було опубліковано під час прослуховування Memento Mori, але пізніше було представлено на Yahoo! день виходу Memento Mori. У відео зображено сестру Джеймса/дружину Саміра, Ейпріл, як наречену, і Джошуа Стурма, чоловіка Лейсі, як нареченого. Подібно до "Again", це відео містить зображення Пет у всьому відео. Майбутні сингли включатимуть «Chasm» для рок-станцій і «Missing» для альтернативних.
Flyleaf гастролювали Сполученими Штатами з Breaking Benjamin і Three Days Grace з січня по березень 2010 року. Вони розпочали головний тур під назвою «Unite & Fight Tour» із 10 Years and Fair to Midland. Тур почався 28 квітня 2010 року і закінчився 6 червня 2010 року. Гурт відвідав премію Муз-ТВ 2010 (Премія МУЗ-ТВ) в Росії і виконав пісні «I'm So Sick», «Again» і «All Around Me». Вони є одними з багатьох гуртів, які виступали на фестивалі Download 12 червня 2010 року. Гурт закликав шанувальників робити пожертви, щоб зупинити торгівлю людьми в інших країнах.

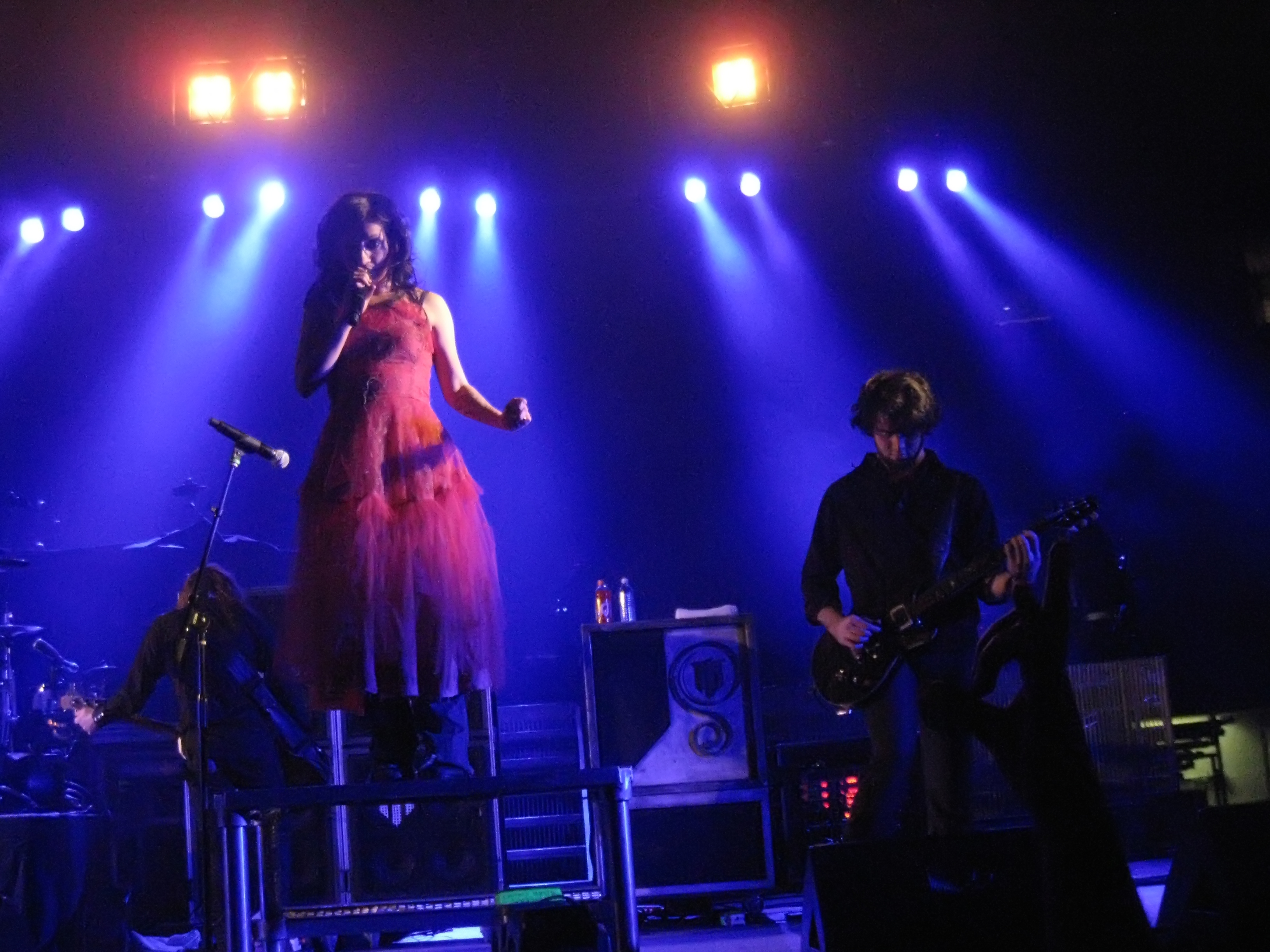
Виступ Flyleaf у 2010 році

Гурт мав продовжити другу частину туру «Unite & Fight» з 10 вересня 2010 року по 23 жовтня 2010 року з «Історією року» та виступати на різних фестивалях до кінця року. 22 вересня вони також випустили анімаційне музичне відео на «Chasm», режисером/аніматором/ілюстратором якого став Джайлз Тіммс. Наприкінці туру Unite and Fight на початку листопада Лейсі співпрацювала з гуртом Apocalyptica над піснею «Broken Pieces», а також з австралійською співачкою Оріанті в її новій пісні «Courage». Незабаром після цього вони випустили «Arise» як наступний сингл із Memento Mori.
6 листопада 2010 року група виступила на Rock the Hood, фестивалі у Форт-Худі в пам'ять про всіх солдатів, які загинули, особливо про 13 солдатів, які загинули під час стрілянини в листопаді 2009 року.
15 листопада 2010 року Лейсі повідомила через Facebook, що вона та її чоловік Джошуа чекають народження хлопчика на початку 2011 року.
7 грудня 2010 року Flyleaf випустив EP під назвою Remember to Live, а потім 21 грудня 2010 року випустив кавер на пісню Джона Марка МакМіллана «How He Loves».

### New Horizonsта вихід Лайсі Штурм із гурту (2011–2013)
22 січня 2011 року Хартманн оголосив, що вони з Калпеппером будують студію звукозапису та готуються до запису демо для свого наступного альбому. У лютому 2011 року група розпочала попереднє виробництво свого наступного альбому в Treelady Studios у Піттсбурзі, Пенсильванія.
1 червня 2012 року гурт підтвердив через Twitter, що альбом і перший сингл будуть називатися New Horizons. Прем'єра синглу відбулася на Windsor, Ontario's 89X Radio 1 серпня 2012  і випущена через iTunes 21 серпня 2012.
4 вересня 2012 року, у день народження Лейсі Штурм, Flyleaf випустили офіційне відео для "New Horizons" на Fuse. Відео містило зображення на задньому плані як данину пам’яті Річу Колдвеллу та кадри сина Лейсі та Джошуа Штурма, Джошуа «Джека» Штурма.
25 вересня 2012 року Flyleaf також випустили додатковий сингл під назвою «Call You Out». Альбом був випущений 30 жовтня 2012 року.
22 жовтня 2012 року гурт оголосив, що Лейсі Стурм залишає посаду головної вокалістки гурту. У заяві, написаній Петом Сілзом, Крістен Мей, була оголошена заміною Штурм. Лейсі сказала, що після народження її сина Джека та смерті одного з провідних аудіоінженерів гурту Річа Колдвелла вона зрозуміла справжнє значення «Memento Mori» (назва їхнього другого повноформатного альбому).
Гітарист Самір Бхаттачарія заявив в інтерв'ю, що вони будуть писати нову музику разом зі своєю новою головною вокалісткою Крістен Мей.
18 червня 2013 року Flyleaf випустив новий сингл з вокалом Мей «Something Better» за участю фронтмена POD Сонні Сандовала. 9 липня 2013 року вийшов новий міні-альбом «Who We Are»

### Between the Stars(2014–2016)
Flyleaf оголосили, що новий альбом буде випущений у 2014 році, і випустили відео-тизер на PledgeMusic.com. Новий альбом був повністю профінансований 2 лютого 2014 року. 29 березня вони підтвердили Дона Гілмора продюсером свого майбутнього альбому.
20 травня 2014 року Flyleaf оголосили, що підписали контракт з Loud & Proud Records і планують випустити свій альбом на початку осені. Перший сингл вийде в липні, після чого будуть оголошені дати туру.
"Set Me on Fire", головний сингл з майбутнього альбому Between the Stars, прем'єра якого відбулася 1 липня на Revolver. Альбом вийшов 16 вересня 2014 року.
Гурт випустив обкладинку альбому за допомогою гри-головоломки, починаючи з 21 липня 2014 року і трек-лист наступного дня.
Between the Stars також є першим релізом гурту з їх нової домівки, лейблу Loud & Proud Records.

### Вихід з гурту Крістен Мей і перерва (2016–2022)
15 серпня 2016 року провідна вокалістка Крістен Мей оголосила про свій вихід з гурту, посилаючись на зростаюче бажання залишатися вдома з родиною і на те, що вона ніколи не відчувала себе частиною гурту.
Після відходу Мей гурт пішов на перерву. Решта членів переслідували інші інтереси. У 2017 році Джаред і його дружина Кет створили музичний дует під назвою Kat&Jared. Бхаттачар’я гастролював з P.O.D. як їхній клавішник з 2016 по 2018 рік. Він і Сілс разом із P.O.D. барабанщик Вув Бернадо створили музичний проект під назвою Belle and the Dragon, вони випустили свій дебютний альбом Birthrights у 2020 році.

### Повернення Штурм (2022–тепер)
Десь у 2021 році облікові записи гурту в соціальних мережах було відновлено після того, як вони були неактивними з моменту перерви гурту. У листопаді 2022 року гурт почав анонсувати своє повернення, зокрема опублікував фотографії гурту з оригінальною вокалісткою Лейсі Штурм. Зображення профілів гурту в їхніх облікових записах у соціальних мережах пізніше зміниться та міститиме фразу Flyleaf with Lacey Sturm 7 листопада 2022 року.

## Музичний стиль
Flyleaf ідентифікують себе з різними жанрами рок-музики, включаючи альтернативний метал, хард-рок, альтернативний рок, пост-гранж, ню-метал, хеві-метал, пост-хардкор, і емо-метал. Через багато релігійних згадок у музиці Flyleaf вони також вважаються християнським рок- гуртом. Незважаючи на численні жанри, якими вони були названі, Мей вважала групу просто альтернативним роком, кажучи: «Я думаю, причина, чому нас поміщають у різні жанри, полягає в тому, що на написання пісень так багато різних впливів».

## Християнство
Вокалістка Лейсі Штурм є євангельською християнкою. Хоча віра вплинула на музику гурту, Штурм сказала, що вона не вірить, що це обов’язково робить Flyleaf виключно християнським гуртом. Гурт каже, що вони християни, які грають у рок-гурті, і їхня віра звучить у їхній музиці. «Ми всі поділяємо одну віру».
У листопаді 2006 року Flyleaf дали безкоштовний концерт у коледжі Пірса в Лос-Анджелесі для християнської групи під назвою The Revolt, який тривав три дні. Гурт виконав півгодинний сет у четвер увечері. Це був вечір прем'єри The Revolt у коледжі Пірса, і кампус вперше використовувався як музичний майданчик просто неба.

У травні 2010 року в інтерв’ю Штурм запитали, як це було – бути членом християнської рок-групи і грати в Лас-Вегасі:
Ну, знаєте що? Я не знаю, що ви маєте на увазі під «християнської рок-групою». Це важко сказати, оскільки всі люди по-різному розуміють, що це означає. Якщо це означає, що ми християни, то так, ми християни, але якщо сантехнік християнин, чи це робить його «християнином-сантехніком»? Я маю на увазі, що ми граємо не для християн. Ми просто граємо чесно, і це вийде.
Колишня вокалістка Мей вважає, що шанувальники гурту вважають її «недостатньо християнкою», незважаючи на те, що вона визнає себе християнкою. Вона також сподівається, що люди не будуть скидати з рахунків гурт, використовуючи назву «християнський».
Хоча гурт покладається на теми, що виходять за межі багатьох релігій і способів життя, вони наполягають, що християнство завжди буде їхньою частиною та впливатиме на їхні твори.

## Учасники гурту
- Лейсі Мослі Штурм - вокал (2002-2012, 2022-понині)
- Джеймс Калпеппер - ударні / перкуссія (2002-понині)
- Самір Бхаттачаря - гітара / бек-вокал / клавішні / піаніно (2002-понині)
- Джаред Хартманн - ритм-гітара (2002-понині)
- Пэт Сілс - бас гітара / бек-вокал (2002-понині)
- Крістен Мей - вокал (2012-2015)